# 哥斯達黎加短脊鱂
哥斯達黎加短脊鱂，為輻鰭魚綱鯉齒目鯉齒亞目花鳉科的其中一種，分布於中美洲哥斯大黎加的淡水流域，體長可達7公分，棲息在河川沿岸的表層水域，屬肉食性，生活習性不明。